# Новодубровське
Новодубровське (рос. Новодубровское) — село у Убінському районі Новосибірської області Російської Федерації.
Входить до складу муніципального утворення Новодубровська сільрада. Населення становить 126 осіб (2017).

## Історія
Згідно із законом від 2 червня 2004 року органом місцевого самоврядування є Новодубровська сільрада.

## Населення
| 2002 | 2007 | 2010 | 2012 | 2013 | 2014 | 2015 |
| ---- | ---- | ---- | ---- | ---- | ---- | ---- |
| 266  | ↘235 | ↘158 | ↘152 | ↘136 | ↘130 | ↘127 |
| 2016 | 2017 |      |      |      |      |      |
| →127 | ↘126 |      |      |      |      |      |